# Szymon Gięty
Szymon Gięty (właśc. Kazimierz Wnuk; ur. 1914 w Warszawie, zm. 28 listopada 1998 w Gorzowie Wielkopolskim) – gorzowski kloszard, ekscentryk, znany w mieście ze swoich żartów, którymi rozbawiał mieszkańców.

## Pseudonim
Szymon Gięty swoje przezwisko zawdzięczał Zdzisławowi Morawskiemu, który tak nazwał go, widząc, jak przykurczony, lecz pozytywnie nastawiony, pcha swój wózek.

## Życiorys
Urodził się w 1914 roku w Warszawie. Uczęszczać miał tam do Technikum Ogrodniczego, a w wolnym czasie tworzyć kronikę oraz albumy zawierające ręcznie malowane ilustracje wiejskich kościołów i dworków (wszystko spłonęło wraz z jego domem rodzinnym w 1939 roku).
W czasie II wojny światowej wywieziony został do III Rzeszy na roboty przymusowe.
Bezpośrednio po wojnie pracował w różnych zawodach – był między innymi PGR-owskim księgowym oraz palaczem. Ostatecznie jednak wybrał życie kloszarda i po krótkim powrocie do Warszawy oraz tymczasowym pobycie w Baczynie i Siedlicach osiedlił się w Gorzowie Wielkopolskim, zajmując opuszczony garaż, położony przy ulicy Cegielnianej, blisko centrum. Zajmował się zbieraniem złomu, makulatury i szklanych butelek, czasami uprawiał drobny handel, a poza tym zajmował się rozbawianiem gorzowian na różne sposoby, przez co stał się jedną z najbardziej rozpoznawalnych i lubianych osób w mieście.
Do najbardziej znanych żartów Giętego należą jego uczestnictwa w pochodach pierwszomajowych, w trakcie których poruszał się z resztą defilujących prowadząc swój wózek wypełniony przypadkowymi przedmiotami, które znajdował, a także posiadanymi przez niego zwierzętami. W trakcie jednego z takich marszy występował przebrany za kosmonautę, odziany w strój własnoręcznie wykonany ze znalezionych lampek, lornetek i tym podobnych przedmiotów, natomiast w innym roku brał udział w pochodzie prowadząc przed sobą wykonany ze sztywnego kabla motocykl z żużlowcem i tabliczką z napisem „Niech żyje sport”. Niezadowolone władze próbowały powstrzymywać Szymona przed uczestnictwem w pochodach, przeganiając go z marszu lub wywożąc z miasta przed obchodami, jednakże działania te pozostawały bezskuteczne, ponieważ Szymon był w stanie wrócić na czas i ponownie włączyć się w kolumnę maszerujących ze swoim wózkiem, nawet jeśli tylko na zakończenie.
Innym rodzajem jego żartów było zapraszanie ludzi, żeby za drobną opłatą zobaczyli w jego namiocie jakieś nietypowe zwierzę, co nie brzmiało niewiarygodnie dla mieszkańców, ponieważ Gięty słynął z posiadania przeróżnych zwierząt, które nieraz pokazywał – na przestrzeni lat miał mieć kawkę, lisa, sowy, papugę, małpę, psy, koty, kuny, jastrzębia, wiewiórki, szczura, myszy i węża. W tym przypadku jednak za jednym razem oferował pokazanie małpki, co kończyło się tym, że nabrana osoba ujrzała swoje odbicie w lustrze, a za innym razem zaciekawieni gorzowianie mieli ujrzeć egzotyczne ptaki, ale w zamian za to widzieli tylko pomalowane przez Giętego wróble.
Szymon Gięty uchodził także za mistrza w toczeniu fajerki, co udowodnił na zawodach w 1996 roku, na których zajął pierwsze miejsce i ustanowił niepobity rekord w liczbie zrobionych kółek.
Zmarł 28 listopada 1998 roku w gorzowskim hospicjum św. Kamila. Pochowano go na cmentarzu komunalnym przy ulicy Żwirowej (47A/2/14). Nagrobek ufundowali mu mieszkańcy.

## Upamiętnienie
Na pamiątkę Szymona Giętego 1 maja 2004 roku odsłonięty został jego pomnik, położony w centrum Gorzowa. W ramach obchodów 750-lecia miasta wydano serię kart zatytułowanych „Z Szymonem po Gorzowie”, na których umieszczono rysunek pomnika na odwrotnej stronie.